# Chrysolina kungeyana
Chrysolina kungeyana é uma espécie de artrópode pertencente à família Chrysomelidae.